# Bengt Törnqvist
Bengt G.W. Törnqvist, född 1916 i Nor, död 1998 i USA, var en svensk sjökapten och uppfinnare.
Bengt Törnqvist utbildade sig från 17 års ålder på skolfartyget Abraham Rydberg. Han tog sjökaptensexamen i Kalmar 1938. Han var befälhavare, personalchef och inspektör hos Svenska Chicago Linjen i Västervik 1950–1953. Han kom då i kontakt med sjötrafiken uppför Saint Lawrence-floden till Stora sjöarna och till bland annat bilfabrikerna i Detroit.
Bengt Törnqvist utvecklade nya fartygstyper med mer rationella lastningsmetoder för Saint Lawrence Seaway.
År 1953 anställdes Bengt Törnqvist i Walleniusrederierna och intresserade då Olof Wallenius för sina, och Bengt Lundqvists förslag om upplägg av roro-transporter. Resultatet blev att Walleniusrederierna 1955 tog i bruk M/S Rigoletto och M/S Traviata, de första specialbyggda fartygen enligt Bengt Lundqvists och Bengt Törnqvists idéer, från Kieler Howaldtswerke i Tyskland. 
År 1961 grundade Bengt Törnqvist Scandinavian Motorships AB i Stockholm, som blev agent för Walleniusrederierna. Verksamheten omfattade befraktning av bilar. Bengt Törnqvist grundade också åkeriföretaget Scandinavian Motortransport AB för transporter mellan hamn och bilföretag, och tillsammans med bröderna Johansson och Walleniusrederierna grundade han 1962 Wallhamn på Tjörn.
Han flyttade till USA 1982 och blev 1992 amerikansk medborgare. I USA utvecklade han en idé om att bygga upp system med stora pråmar med lastkapacitet på 2.000 TEU vardera för containerfrakt. Ett moderskepp , "Jumbo Barge Carrier", skulle bära sex stora pråmar på transoceana resor.  Pråmarna skulle sedan bogseras till sekundära containerhamnar. Idén kom aldrig till utförande.